# Margaretha de Heer
Margaretha de Heer (Ljouwert, 1603 –1665) fou una pintora de l'Edat d'Or neerlandesa.

## Biografia
Era filla del pintor de vitralls Arjen Willems de Heer, i la germana més gran de l'artista Gerrit Adriaensz de Heer.
Va ser ensenyada pel seu pare, qui va mantenir un gran taller en la cantonada del Herestraat i Oude Oosterstraat a Leeuwarden. El 21 de setembre de 1628 va contraure matrimoni amb el pintor Andries Pieters Nyhof o Nieuwhof. Es va convertir en la tia de l'artista Willem o Guilliam de Heer. És coneguda principalment per les seves pintures de gènere i estudis d'insectes.
El 1636 el francès Charles Ogier, secretari del cardenal Richelieu va visitar diversos estudis d'artistes dels Països Baixos, incloent el de Heer i Wybrand de Geest a Ljouwert, i va escriure al seu diari que ella era una bona pintora d'ocells i insectes.
A pesar que va estar a Groningen després del seu matrimoni, ella tornava a Ljouwert i probablement va morir allí el 1665. Un carrer en Ljouwert porta el seu nom en el seu honor.